# La lectora
La lectora (títol original en anglès, Blind) és una pel·lícula dramàtica estatunidenca de 2016 dirigida per Michael Mailer, escrita per John Buffalo Mailer i protagonitzada per Alec Baldwin, Demi Moore, Viva Bianca, Dylan McDermott i James McCaffrey. El rodatge principal va començar l'octubre de 2015. S'ha doblat al valencià per a À Punt, i al català central per a TV3.
La pel·lícula es va estrenar al Festival de Cinema de Woodstock el 13 d'octubre de 2016. Vertical Entertainment va adquirir els drets de distribució de la pel·lícula el 8 de febrer de 2017 i la va estrenar el 14 de juliol de 2017.

## Repartiment
- Alec Baldwin com a Bill Oakland
- Demi Moore com a Suzanne Dutchman
- Viva Bianca com a Deanna
- Dylan McDermott com a Mark Dutchman
- James McCaffrey com a Howard
- Steven Prescod com a Gavin O'Connor
- Jabari Gray com a Andre
- Renée Willett com a Kelly
- Ski Carr com a Ricky G.
- Drew Moerlein com a Tim Landry
- Eden Epstein com a Ella
- John Buffalo Mailer com a Jimmy
- Chloe Goutal com a Becca
- Gerardo Rodríguez com a Frank
- John-Michael Lyles com a Kyle
- Rae Ritke com a Michelle Oakland